# Тынгу (станция метро)

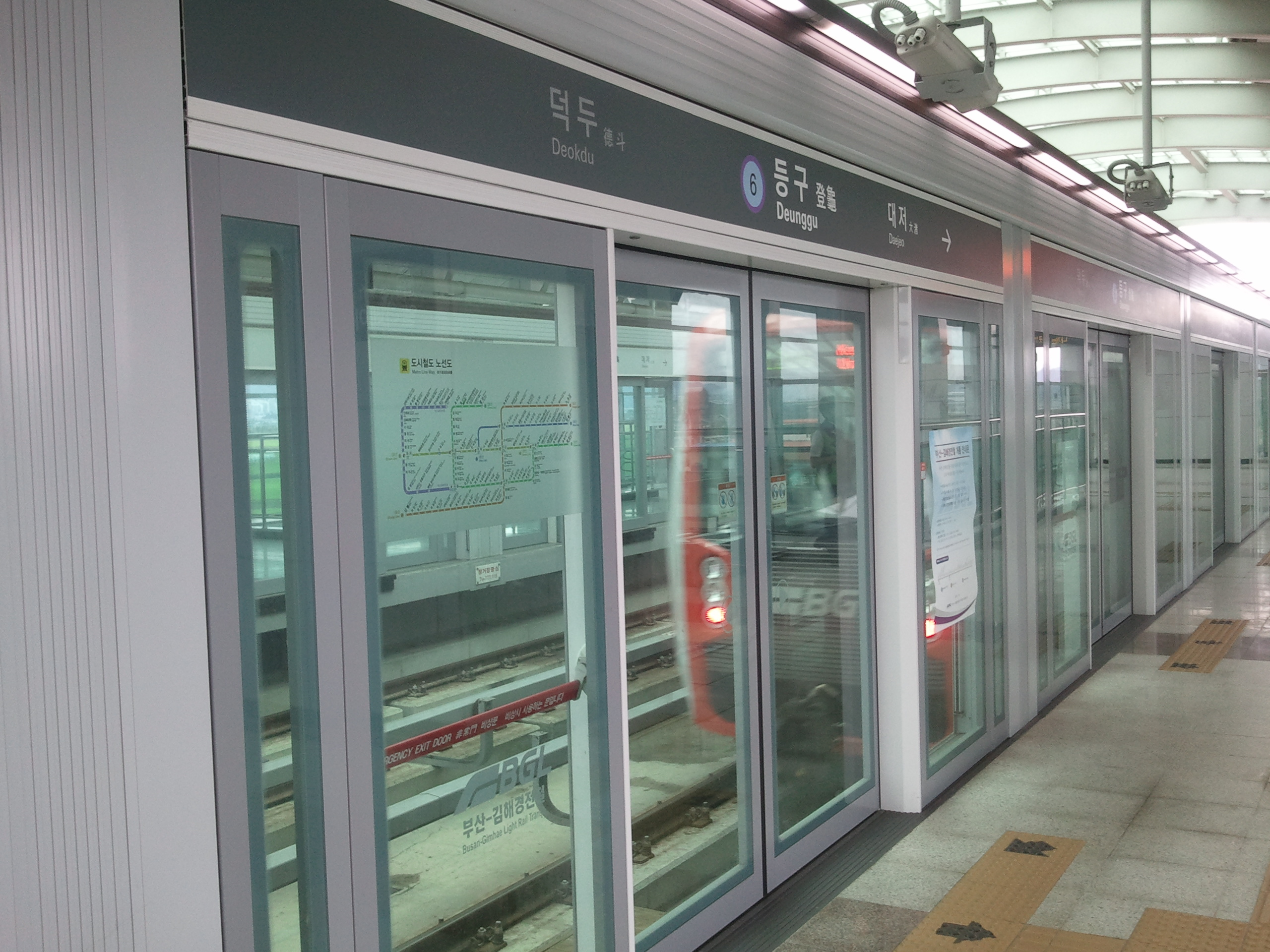
Платформа станции

«Тынгу» (кор. 등구역) — эстакадная станция Пусанского метро на линии Пусан — Кимхэ. Она представлена двумя боковыми платформами. Станция обслуживается транспортной корпорацией Пусан — Кимхэ (B&G Metro). Расположена в квартале Тэджо-дон (2986-1 Daejeo 1(il)-dong) административного района Кансо-гу города Пусан (Республика Корея). На станции установлены платформенные раздвижные двери.
Станция была открыта 16 сентября 2011 года.
Открытие станции было совмещено с открытием всей линии Пусан — Кимхэ, длиной 23,9 км, и еще 20 станций.